# Tord Tjädersten
Tord Greger Tjädersten, född 17 maj 1957 i Matteus församling i Stockholms stad, död 7 juni 2020 i Sorunda distrikt, Stockholms län, var en svensk barnskådespelare.
Tjädersten spelade titelrollen i båda filmerna om Anderssonskans Kalle 1972–1973.

## Filmografi
- 1972 – Anderssonskans Kalle
- 1973 – Anderssonskans Kalle i busform